# Hannah Hoes Van Buren
Hannah Hoes Van Buren, född 8 mars 1783 i Kinderhook i delstaten New York, död 
5 februari 1819 i Albany, New York, var gift med Martin Van Buren, sedermera USA:s president, från 21 februari 1807 till sin död. Paret fick fem barn.
Hon hade känt sin make sedan tidig barndom; de var avlägsna släktingar på hans mors sida. Arton år efter hennes död blev Martin Van Buren USA:s 8:e president. Martin Van Buren gifte aldrig om sig efter hennes död. Under hans presidentskap åtog sig hans svärdotter, Angelica Van Buren, rollen som USA:s första dam.